# Alismorchis sulphurea
Alismorchis sulphurea là một loài thực vật có hoa trong họ Lan. Loài này được (Hügel ex Heynh.) Kuntze mô tả khoa học đầu tiên năm 1891.